# FIVB World Tour 2004
De FIVB World Tour 2004 vond plaats tussen maart en september 2004. De zestiende editie van de mondiale beachvolleybalcompetitie bestond in totaal uit 26 toernooien en deed negentien steden aan. Bij de mannen won het Braziliaanse duo Emanuel Rego en Ricardo Santos het eindklassement en bij de vrouwen ging de titel naar het eveneens Braziliaanse duo Adriana Behar en Shelda Bede. Daarnaast stonden in 2004 de Olympische Spelen voor de derde keer op de kalender.

## Kalender
| Plaats         | Categorie         | Geslacht | Datum                     | Prijzengeld |
| -------------- | ----------------- | -------- | ------------------------- | ----------- |
| Fortaleza      | Open              | vrouwen  | 9 – 14 maart 2004         | $180.000    |
| Salvador       | Open              | mannen   | 16 – 21 maart 2004        | $180.000    |
| Kaapstad       | Open              | mannen   | 23 – 28 maart 2004        | $180.000    |
| Lianyungang    | Open              | mannen   | 19 – 23 mei 2004          | $180.000    |
| Rhodos         | Open              | vrouwen  | 19 – 23 mei 2004          | $180.000    |
| Budva          | Open              | mannen   | 26 – 30 mei 2004          | $180.000    |
| Shanghai       | Open              | vrouwen  | 26 – 30 mei 2004          | $180.000    |
| Osaka          | Open              | vrouwen  | 2 – 6 juni 2004           | $180.000    |
| Espinho        | Open              | mannen   | 2 – 6 juni 2004           | $180.000    |
| Carolina       | Open              | mannen   | 9 – 13 juni 2004          | $180.000    |
| Gstaad         | Open              | mannen   | 16 – 20 juni 2004         | $180.000    |
| Gstaad         | Open              | vrouwen  | 15 – 19 juni 2004         | $180.000    |
| Berlijn        | Grand Slam        | mannen   | 23 – 27 juni 2004         | $300.000    |
| Berlijn        | Grand Slam        | vrouwen  | 22 – 26 juni 2004         | $300.000    |
| Stavanger      | Open              | mannen   | 30 juni – 4 juli 2004     | $180.000    |
| Stavanger      | Open              | vrouwen  | 29 juni – 3 juli 2004     | $180.000    |
| Mallorca       | Open              | mannen   | 7 – 11 juli 2004          | $180.000    |
| Mallorca       | Open              | vrouwen  | 6 – 10 juli 2004          | $180.000    |
| Marseille      | Grand Slam        | mannen   | 14 – 18 juli 2004         | $280.000    |
| Marseille      | Grand Slam        | vrouwen  | 13 – 18 juli 2004         | $280.000    |
| Stare Jabłonki | Open              | mannen   | 21 – 25 juli 2004         | $180.000    |
| Klagenfurt     | Grand Slam        | mannen   | 28 juli – 1 augustus 2004 | $270.000    |
| Klagenfurt     | Grand Slam        | vrouwen  | 28 – 31 juli 2004         | $270.000    |
| Athene         | Olympische Spelen | mannen   | 14 – 25 augustus 2004     | n.v.t.      |
| Athene         | Olympische Spelen | vrouwen  | 14 – 24 augustus 2004     | n.v.t.      |
| Milaan         | Open              | vrouwen  | 1 – 5 september 2004      | $180.000    |
| Rio de Janeiro | Open              | mannen   | 21 – 26 september 2004    | $180.000    |
| Rio de Janeiro | Open              | vrouwen  | 20 – 25 september 2004    | $180.000    |

## Resultaten

### Fortaleza Open
Van 9 tot en met 14 maart 2004
| Vrouwen | Vrouwen                              |
| Rang    | Team                                 |
| ------- | ------------------------------------ |
| 1       | Misty May / Kerri Walsh              |
| 2       | Adriana Behar / Shelda Bede          |
| 3       | Juliana Felisberta / Larissa França  |
| 4       | Tian Jia / Wang Fei                  |
| 5       | Ana Paula Connelly / Sandra Pires    |
| 5       | Simone Kuhn / Nicole Schnyder-Benoit |
| 7       | Annett Davis / Jenny Jordan          |
| 7       | Holly McPeak / Elaine Youngs         |

### Salvador Open
Van 16 tot en met 21 maart 2004
| Mannen | Mannen                              |
| Rang   | Team                                |
| ------ | ----------------------------------- |
| 1      | Emanuel Rego / Ricardo Santos       |
| 2      | Patrick Heuscher / Stefan Kobel     |
| 3      | Mariano Baracetti / Martín Conde    |
| 4      | Markus Dieckmann / Jonas Reckermann |
| 5      | Franco Neto / Tande Ramos           |
| 5      | Francisco Álvarez / Juan Rossell    |
| 7      | Benjamin Insfran / Harley Marques   |
| 7      | Pedro Brazão / Fred de Souza        |

### Kaapstad Open
Van 23 tot en met 28 maart 2004
| Mannen | Mannen                                     |
| Rang   | Team                                       |
| ------ | ------------------------------------------ |
| 1      | Franco Neto / Tande Ramos                  |
| 2      | Emanuel Rego / Ricardo Santos              |
| 3      | Benjamin Insfran / Harley Marques          |
| 4      | Peter Gartmayer / Robert Nowotny           |
| 5      | Christoph Dieckmann / Andreas Scheuerpflug |
| 5      | Javier Bosma / Pablo Herrera               |
| 7      | Patrick Heuscher / Stefan Kobel            |
| 7      | Martin Laciga / Paul Laciga                |

### Lianyungang Open
Van 19 tot en met 23 mei 2004
| Mannen | Mannen                          |
| Rang   | Team                            |
| ------ | ------------------------------- |
| 1      | Javier Bosma / Pablo Herrera    |
| 2      | Emanuel Rego / Ricardo Santos   |
| 3      | Pedro Cunha / Rogério Ferreira  |
| 4      | Todd Rogers / Sean Scott        |
| 5      | Patrick Heuscher / Stefan Kobel |
| 5      | Eric Fonoimoana / Kevin Wong    |
| 7      | Dain Blanton / Jeff Nygaard     |
| 7      | Andrew Schacht / Joshua Slack   |

### Rhodos Open
Van 19 tot en met 23 mei 2004
| Vrouwen | Vrouwen                             |
| Rang    | Team                                |
| ------- | ----------------------------------- |
| 1       | Misty May / Kerri Walsh             |
| 2       | Holly McPeak / Elaine Youngs        |
| 3       | Adriana Behar / Shelda Bede         |
| 4       | Annett Davis / Jenny Jordan         |
| 5       | Juliana Felisberta / Larissa França |
| 5       | Chiaki Kusuhara / Ryo Tokuno        |
| 7       | Susanne Lahme / Danja Müsch         |
| 7       | Shaylyn Bede / Renata Ribeiro       |

### Budva Open
Van 26 tot en met 30 mei 2004
| Mannen | Mannen                              |
| Rang   | Team                                |
| ------ | ----------------------------------- |
| 1      | Emanuel Rego / Ricardo Santos       |
| 2      | Markus Dieckmann / Jonas Reckermann |
| 3      | Patrick Heuscher / Stefan Kobel     |
| 4      | Kristjan Kais / Rivo Vesik          |
| 5      | Martin Laciga / Paul Laciga         |
| 5      | Julien Prosser / Mark Williams      |
| 7      | Márcio Araújo / Benjamin Insfran    |
| 7      | Franco Neto / Tande Ramos           |

### Shanghai Open
Van 26 tot en met 30 mei 2004
| Vrouwen | Vrouwen                                     |
| Rang    | Team                                        |
| ------- | ------------------------------------------- |
| 1       | Holly McPeak / Elaine Youngs                |
| 2       | Annett Davis / Jenny Jordan                 |
| 3       | Adriana Behar / Shelda Bede                 |
| 4       | Wang Lu / You Wenhui                        |
| 5       | Susanne Lahme / Danja Müsch                 |
| 5       | Dalixia Fernández / Tamara Larrea           |
| 7       | Stephanie Pohl / Okka Rau                   |
| 7       | Vasiliki Arvaniti / Efthalia Koutroumanidou |

### Osaka Open
Van 2 tot en met 6 juni 2004
| Vrouwen | Vrouwen                              |
| Rang    | Team                                 |
| ------- | ------------------------------------ |
| 1       | Adriana Behar / Shelda Bede          |
| 2       | Natalie Cook / Nicole Sanderson      |
| 3       | Simone Kuhn / Nicole Schnyder-Benoit |
| 4       | Vasso Karadassiou / Effrosyni Sfyri  |
| 5       | Susanne Lahme / Danja Müsch          |
| 5       | Summer Lochowicz / Kerri Pottharst   |
| 7       | Mika Saiki / Satoko Urata            |
| 7       | Dalixia Fernández / Tamara Larrea    |

### Espinho Open
Van 2 tot en met 6 juni 2004
| Mannen | Mannen                              |
| Rang   | Team                                |
| ------ | ----------------------------------- |
| 1      | Emanuel Rego / Ricardo Santos       |
| 2      | Vegard Høidalen / Jørre Kjemperud   |
| 3      | Márcio Araújo / Benjamin Insfran    |
| 4      | Markus Dieckmann / Jonas Reckermann |
| 5      | Julien Prosser / Mark Williams      |
| 5      | John Child / Mark Heese             |
| 7      | Markus Egger / Sascha Heyer         |
| 7      | Roman Arkajev / Dmitri Barsoek      |

### Carolina Open
Van 9 tot en met 13 juni 2004
| Mannen | Mannen                           |
| Rang   | Team                             |
| ------ | -------------------------------- |
| 1      | Pedro Cunha / Rogério Ferreira   |
| 2      | Mariano Baracetti / Martín Conde |
| 3      | Franco Neto / Tande Ramos        |
| 4      | Dax Holdren / Stein Metzger      |
| 5      | Márcio Araújo / Benjamin Insfran |
| 5      | Andrew Schacht / Joshua Slack    |
| 7      | Julien Prosser / Mark Williams   |
| 7      | Dain Blanton / Jeff Nygaard      |

### Gstaad Open
Van 15 tot en met 20 juni 2004
| Mannen | Mannen                              |
| Rang   | Team                                |
| ------ | ----------------------------------- |
| 1      | Patrick Heuscher / Stefan Kobel     |
| 2      | Markus Dieckmann / Jonas Reckermann |
| 3      | Emanuel Rego / Ricardo Santos       |
| 4      | Márcio Araújo / Benjamin Insfran    |
| 5      | Martin Laciga / Paul Laciga         |
| 5      | Markus Egger / Sascha Heyer         |
| 7      | Nik Berger / Clemens Doppler        |
| 7      | David Klemperer / Niklas Rademacher |

| Vrouwen | Vrouwen                             |
| Rang    | Team                                |
| ------- | ----------------------------------- |
| 1       | Misty May / Kerri Walsh             |
| 2       | Adriana Behar / Shelda Bede         |
| 3       | Holly McPeak / Elaine Youngs        |
| 4       | Ana Paula Connelly / Sandra Pires   |
| 5       | Summer Lochowicz / Kerri Pottharst  |
| 5       | Juliana Felisberta / Larissa França |
| 7       | Eva Celbová / Soňa Nováková         |
| 7       | Milagros Crespo / Imara Ribalta     |

### Grand Slam Berlijn
Van 22 tot en met 27 juni 2004
| Mannen | Mannen                                     |
| Rang   | Team                                       |
| ------ | ------------------------------------------ |
| 1      | Markus Dieckmann / Jonas Reckermann        |
| 2      | Martin Laciga / Paul Laciga                |
| 3      | Mariano Baracetti / Martín Conde           |
| 4      | Emanuel Rego / Ricardo Santos              |
| 5      | Patrick Heuscher / Stefan Kobel            |
| 5      | Márcio Araújo / Benjamin Insfran           |
| 7      | Christoph Dieckmann / Andreas Scheuerpflug |
| 7      | Andrew Schacht / Joshua Slack              |

| Vrouwen | Vrouwen                             |
| Rang    | Team                                |
| ------- | ----------------------------------- |
| 1       | Adriana Behar / Shelda Bede         |
| 2       | Dalixia Fernández / Tamara Larrea   |
| 3       | Holly McPeak / Elaine Youngs        |
| 4       | Susanne Lahme / Danja Müsch         |
| 5       | Andrea Ahmann / Jana Vollmer        |
| 5       | Daniela Gattelli / Lucilla Perrotta |
| 7       | Rebekka Kadijk / Marrit Leenstra    |
| 7       | Susanne Glesnes / Kathrine Maaseide |

### Stavanger Open
Van 29 juni tot en met 4 juli 2004
| Mannen | Mannen                                     |
| Rang   | Team                                       |
| ------ | ------------------------------------------ |
| 1      | Emanuel Rego / Ricardo Santos              |
| 2      | David Klemperer / Niklas Rademacher        |
| 3      | Franco Neto / Tande Ramos                  |
| 4      | Christoph Dieckmann / Andreas Scheuerpflug |
| 5      | Markus Egger / Sascha Heyer                |
| 5      | Todd Rogers / Sean Scott                   |
| 7      | Andrew Schacht / Joshua Slack              |
| 7      | Dax Holdren / Stein Metzger                |

| Vrouwen | Vrouwen                             |
| Rang    | Team                                |
| ------- | ----------------------------------- |
| 1       | Holly McPeak / Elaine Youngs        |
| 2       | Annett Davis / Jenny Jordan         |
| 3       | Rachel Wacholder / Kerri Walsh      |
| 4       | Guylaine Dumont / Annie Martin      |
| 5       | Nila Håkedal / Ingrid Tørlen        |
| 5       | Shaylyn Bede / Renata Ribeiro       |
| 7       | Juliana Felisberta / Larissa França |
| 7       | Stephanie Pohl / Okka Rau           |

### Mallorca Open
Van 6 tot en met 11 juli 2004
| Mannen | Mannen                                    |
| Rang   | Team                                      |
| ------ | ----------------------------------------- |
| 1      | Martin Laciga / Paul Laciga               |
| 2      | Markus Egger / Sascha Heyer               |
| 3      | Fábio Luiz Magalhães / Paulo Emilio Silva |
| 4      | Mariano Baracetti / Martín Conde          |
| 5      | Harley Marques / Fred Souza               |
| 5      | Iver Horrem / Bjørn Maaseide              |
| 7      | Markus Dieckmann / Jonas Reckermann       |
| 7      | Javier Bosma / Pablo Herrera              |

| Vrouwen | Vrouwen                             |
| Rang    | Team                                |
| ------- | ----------------------------------- |
| 1       | Juliana Felisberta / Larissa França |
| 2       | Susanne Lahme / Danja Müsch         |
| 3       | Eva Celbová / Soňa Nováková         |
| 4       | Summer Lochowicz / Kerri Pottharst  |
| 5       | Angela Clarke / Kylie Gerlic        |
| 5       | Daniela Gattelli / Lucilla Perrotta |
| 7       | Stephanie Pohl / Okka Rau           |
| 7       | Shaylyn Bede / Renata Ribeiro       |

### Grand Slam Marseille
Van 13 tot en met 18 juli 2004
| Mannen | Mannen                                     |
| Rang   | Team                                       |
| ------ | ------------------------------------------ |
| 1      | Márcio Araújo / Benjamin Insfran           |
| 2      | Patrick Heuscher / Stefan Kobel            |
| 3      | Mariano Baracetti / Martín Conde           |
| 4      | Todd Rogers / Sean Scott                   |
| 5      | Franco Neto / Tande Ramos                  |
| 5      | Christoph Dieckmann / Andreas Scheuerpflug |
| 7      | Markus Dieckmann / Jonas Reckermann        |
| 7      | Javier Bosma / Pablo Herrera               |

| Vrouwen | Vrouwen                              |
| Rang    | Team                                 |
| ------- | ------------------------------------ |
| 1       | Rachel Wacholder / Kerri Walsh       |
| 2       | Annett Davis / Jenny Jordan          |
| 3       | Juliana Felisberta / Larissa França  |
| 4       | Carrie Busch / Nancy Reynolds        |
| 5       | Simone Kuhn / Nicole Schnyder-Benoit |
| 5       | Eva Celbová / Soňa Nováková          |
| 7       | Daniela Gattelli / Lucilla Perrotta  |
| 7       | Susanne Glesnes / Kathrine Maaseide  |

### Stare Jabłonki Open
Van 21 tot en met 25 juli 2004
| Mannen | Mannen                            |
| Rang   | Team                              |
| ------ | --------------------------------- |
| 1      | Emanuel Rego / Ricardo Santos     |
| 2      | Franco Neto / Tande Ramos         |
| 3      | Vegard Høidalen / Jørre Kjemperud |
| 4      | Patrick Heuscher / Stefan Kobel   |
| 5      | Márcio Araújo / Benjamin Insfran  |
| 5      | Martin Laciga / Paul Laciga       |
| 7      | Andrew Schacht / Joshua Slack     |
| 7      | Julius Brink / Kjell Schneider    |

### Grand Slam Klagenfurt
Van 28 juli tot en met 1 augustus 2004
| Mannen | Mannen                                     |
| Rang   | Team                                       |
| ------ | ------------------------------------------ |
| 1      | Emanuel Rego / Ricardo Santos              |
| 2      | Franco Neto / Tande Ramos                  |
| 3      | Christoph Dieckmann / Andreas Scheuerpflug |
| 4      | Márcio Araújo / Benjamin Insfran           |
| 5      | Julien Prosser / Mark Williams             |
| 5      | Jochem de Gruijter / Gijs Ronnes           |
| 7      | Mariano Baracetti / Martín Conde           |
| 7      | Dain Blanton / Jeff Nygaard                |

| Vrouwen | Vrouwen                              |
| Rang    | Team                                 |
| ------- | ------------------------------------ |
| 1       | Rachel Wacholder / Kerri Walsh       |
| 2       | Adriana Behar / Shelda Bede          |
| 3       | Annett Davis / Jenny Jordan          |
| 4       | Holly McPeak / Elaine Youngs         |
| 5       | Juliana Felisberta / Larissa França  |
| 5       | Ana Paula Connelly / Sandra Pires    |
| 7       | Simone Kuhn / Nicole Schnyder-Benoit |
| 7       | Shaylyn Bede / Renata Ribeiro        |

### Olympische Spelen Athene
Van 14 tot en met 25 augustus 2004
| Mannen | Mannen                                     |
| Rang   | Team                                       |
| ------ | ------------------------------------------ |
| 1      | Emanuel Rego / Ricardo Santos              |
| 2      | Javier Bosma / Pablo Herrera               |
| 3      | Patrick Heuscher / Stefan Kobel            |
| 4      | Julien Prosser / Mark Williams             |
| 5      | Martin Laciga / Paul Laciga                |
| 5      | Christoph Dieckmann / Andreas Scheuerpflug |
| 5      | Dax Holdren / Stein Metzger                |
| 5      | John Child / Mark Heese                    |

| Vrouwen | Vrouwen                             |
| Rang    | Team                                |
| ------- | ----------------------------------- |
| 1       | Misty May / Kerri Walsh             |
| 2       | Adriana Behar / Shelda Bede         |
| 3       | Holly McPeak / Elaine Youngs        |
| 4       | Natalie Cook / Nicole Sanderson     |
| 5       | Ana Paula Connelly / Sandra Pires   |
| 5       | Stephanie Pohl / Okka Rau           |
| 5       | Daniela Gattelli / Lucilla Perrotta |
| 5       | Guylaine Dumont / Annie Martin      |

### Milaan Open
Van 1 tot en met 5 september 2004
| Vrouwen | Vrouwen                                |
| Rang    | Team                                   |
| ------- | -------------------------------------- |
| 1       | Adriana Behar / Shelda Bede            |
| 2       | Shaylyn Bede / Renata Ribeiro          |
| 3       | Eva Celbová / Soňa Nováková            |
| 4       | Simone Kuhn / Nicole Schnyder-Benoit   |
| 5       | Juliana Felisberta / Larissa França    |
| 5       | Daniela Gattelli / Lucilla Perrotta    |
| 7       | Ethel-Julie Arjona / Virginie Kadjo    |
| 7       | Lina Jantsjoelova / Petja Jantsjoelova |

### Rio de Janeiro Open
Van 20 tot en met 26 september 2004
| Mannen | Mannen                                    |
| Rang   | Team                                      |
| ------ | ----------------------------------------- |
| 1      | Markus Dieckmann / Jonas Reckermann       |
| 2      | Patrick Heuscher / Stefan Kobel           |
| 3      | Markus Egger / Sascha Heyer               |
| 4      | Emanuel Rego / Ricardo Santos             |
| 5      | Harley Marques / Fred Souza               |
| 5      | Fábio Luiz Magalhães / Paulo Emilio Silva |
| 7      | Márcio Araújo / Benjamin Insfran          |
| 7      | Roman Arkajev / Dmitri Barsoek            |

| Vrouwen | Vrouwen                              |
| Rang    | Team                                 |
| ------- | ------------------------------------ |
| 1       | Ana Paula Connelly / Sandra Pires    |
| 2       | Adriana Behar / Shelda Bede          |
| 3       | Juliana Felisberta / Larissa França  |
| 4       | Ângela Lavalle / Mônica Paludo       |
| 5       | Shaylyn Bede / Renata Ribeiro        |
| 5       | Alexandra Fonseca / Mônica Rodrigues |
| 7       | Simone Kuhn / Nicole Schnyder-Benoit |
| 7       | Daniela Gattelli / Lucilla Perrotta  |

## Prijzen
| Winnaar FIVB World Tour       | Winnaar FIVB World Tour     |
| Mannen                        | Vrouwen                     |
| ----------------------------- | --------------------------- |
| Emanuel Rego / Ricardo Santos | Adriana Behar / Shelda Bede |